# Polynema valkenburgense
Polynema valkenburgense är en stekelart som beskrevs av Soyka 1931. Polynema valkenburgense ingår i släktet Polynema och familjen dvärgsteklar. Arten är reproducerande i Sverige. Inga underarter finns listade i Catalogue of Life.